# Ганс Бенінг
Ганс Бенінг (нім. Hans Böhning; 6 липня 1893, Королівство Баварія — 20 жовтня 1934) — німецький льотчик-ас, лейтенант Баварської армії.

## Біографія

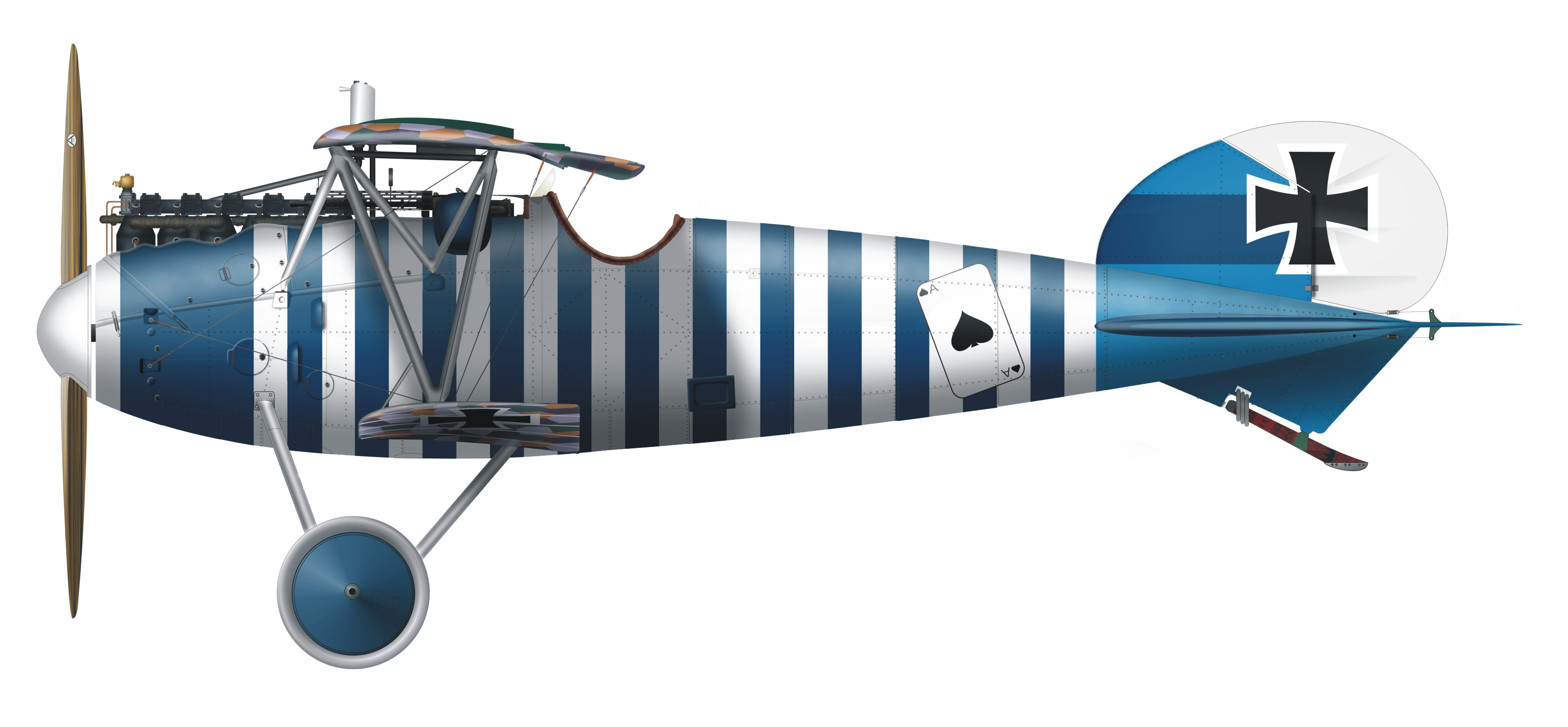
Albatros D.V Бенінга.

Учасник Першої світової війни, служив у 13-му баварському полку польової артилерії. Пізніше перевівся в авіацію. З 26 квітня по 3 липня 1917 році літав у 290-му льотному дивізіоні. Пройшов підготовку пілота-винищувача і був призначений у 36-ту винищувальну ескадрилью, де здобув перші чотири перемоги. 6 листопада 1917 року переведений в 76-ту винищувальну ескадрилью і здобув там ще одну перемогу. 20 січня 1918 року отримав призначення в баварску 76-ту винищувальну ескадрилью. До вересня 1918 року на його рахунку були 17 перемог. Літав на Pfalz D.III з ініціалами «НВ», нанесеними на фюзеляжі відразу за кабіною, а пізніше — на Albatros D.V з біло-блакитними смугами навколо фюзеляжу, великим піковим тузом у хвостовій частині фюзеляжу і синіми та блакитними смугами на верхній площині хвостового оперення. 20 вересня 1918 року під час бойового вильоту на Fokker D.VII 747/18 був поранено над Сор'єлем. 1 листопада 1918 року перейняв командування баварською 32-ю винищувальною ескадрильєю, якою командував останні 11 днів війни. Загинув в авіакатастрофі планера.

## Нагороди
- Залізний хрест 2-го і 1-го класу